# Benjamin Starke
Benjamin Starke (Cottbus (Brandenburg), 25 november 1986) is een Duitse zwemmer. Hij vertegenwoordigde zijn vaderland op de Olympische Zomerspelen 2008 in Peking en op de Olympische Zomerspelen 2012 in Londen.

## Carrière
Bij zijn internationale debuut, op de wereldkampioenschappen zwemmen 2005 in Montreal, strandde Starke in de series van de 200 meter vlinderslag, samen met Paul Biedermann, Stefan Herbst en Jens Schreiber eindigde hij als zevende op de 4x200 meter vrije slag. Op de Europese kampioenschappen kortebaanzwemmen 2005 in Triëst eindigde de Duitser als zevende op zowel de 200 meter vrije slag als de 200 meter vlinderslag.
Tijdens de Europese kampioenschappen zwemmen 2006 in Boedapest eindigde Starke samen met Paul Biedermann, Jan Wolfgarten en Stefan Herbst als zevende op de 4x200 meter vrije slag, op de 4x100 meter wisselslag eindigde hij samen met Helge Meeuw, Johannes Neumann en Marco di Carli op de zevende plaats.
In Melbourne nam de Duitser deel aan de Wereldkampioenschappen zwemmen 2007, op dit toernooi werd hij uitgeschakeld in de series 50 en de 200 meter vlinderslag. Ook met de Duitse estafetteploegen, op de 4x200 meter vrije slag en de 4x100 meter wisselslag, overleefde hij de series niet.
Op de Europese kampioenschappen zwemmen 2008 in Eindhoven strandde hij samen met Helge Meeuw, Johannes Neumann en Jens Thiele in de series van de 4x100 m wisselslag. Tijdens de Olympische Zomerspelen van 2008 in Peking werd Starke uitgeschakeld in de series van de 100 meter vlinderslag, op de beide vrije slag estafettes overleefden hij en zijn ploeggenoten de series niet.
In Rome nam de Duitser deel aan de Wereldkampioenschappen zwemmen 2009, op dit toernooi strandde hij in de halve finales van de 100 meter vlinderslag en sleepte hij samen met Helge Meeuw, Hendrik Feldwehr en Paul Biedermann de zilveren medaille in de wacht op de 4x100 meter wisselslag.
Op de Europese kampioenschappen kortebaanzwemmen 2010 in Eindhoven eindigde Starke als vierde op de 100 meter vlinderslag en als vijfde op de 200 meter vrije slag. Samen met Stefan Herbst, Hendrik Feldwehr en Markus Deibler zwom hij in de series van de 4x50 meter wisselslag, in de finale legden Herbst, Feldwehr en Deibler samen met Steffen Deibler beslag op de Europese titel. Voor zijn aandeel in de series ontving Starke de gouden medaille. Tijdens de wereldkampioenschappen kortebaanzwemmen 2010 in Dubai werd de Duitser uitgeschakeld in de series van de 100 meter vlinderslag. Op de 4x200 meter vrije slag eindigde hij samen met Paul Biedermann, Markus Deibler en Stefan Herbst op de vierde plaats, samen met Stefan Herbst, Hendrik Feldwehr en Steffen Deibler eindigde hij als zevende op de 4x100 meter wisselslag.
In Shanghai nam Starke deel aan de wereldkampioenschappen zwemmen 2011. Op dit toernooi strandde hij in de halve finales van de 100 meter vlinderslag, op de 4x100 meter wisselslag veroverde hij samen met Helge Meeuw, Hendrik Feldwehr en Paul Biedermann de bronzen medaille. Samen met Paul Biedermann, Tim Wallburger en Christoph Fildebrandt eindigde hij als vierde op de 4x200 meter vrije slag, op de 4x100 meter vrije slag eindigde hij samen met Markus Deibler, Christoph Fildebrandt en Marco di Carli op de zevende plaats.
Op de Olympische Zomerspelen van 2012 in Londen werd de Duitser uitgeschakeld in de halve finales van de 100 meter vlinderslag en in de series van de 200 meter vlinderslag, samen met Markus Deibler, Christoph Fildebrandt en Marco di Carli eindigde hij als zesde op de 4x100 meter vrije slag.

## Internationale toernooien
| Jaar | Olympische Spelen                                                | WK langebaan                                                                          | WK kortebaan                                                   | EK langebaan                             | EK kortebaan |
| ---- | ---------------------------------------------------------------- | ------------------------------------------------------------------------------------- | -------------------------------------------------------------- | ---------------------------------------- | --- |
| 2005 |                                                                  | 21e 200m vlinderslag 7e 4x200m vrije slag                                             |                                                                |                                          | 7e 200m vrije slag 7e 200m vlinderslag                                                                            |
| 2006 |                                                                  |                                                                                       | geen deelname                                                  | 7e 4x200 vrije slag 7e 4x100m wisselslag | geen deelname |
| 2007 |                                                                  | 23e 50m vlinderslag 28e 200m vlinderslag 9e 4x200m vrije slag 15e 4x100m wisselslag   |                                                                |                                          | geen deelname |
| 2008 | 41e 100m vlinderslag 15e 4x200m vrije slag 12e 4x200m vrije slag |                                                                                       | geen deelname                                                  | 9e 4x100m wisselslag                     | geen deelname |
| 2009 |                                                                  | 10e 100m vlinderslag · 4x100m wisselslag                                              |                                                                |                                          | geen deelname |
| 2010 |                                                                  |                                                                                       | 18e 100m vlinderslag 4e 4x200m vrije slag 7e 4x100m wisselslag | geen deelname                            | 5e 200m vrije slag · serie 50m vlinderslag · 4e 100m vlinderslag · 4x50m wisselslag · Starke zwom enkel de series |
| 2011 |                                                                  | 9e 100m vlinderslag · 7e 4x100m vrije slag · 4e 4x200m vrije slag · 4x100m wisselslag |                                                                |                                          | geen deelname |
| 2012 | 14e 100m vlinderslag 17e 200m vlinderslag 6e 4x100m vrije slag   |                                                                                       | geen deelname                                                  | geen deelname                            | geen deelname |

## Persoonlijke records
Bijgewerkt tot en met 29 juli 2012
Kortebaan
| Afstand          | Tijd    | Datum            | Plaats     |
| ---------------- | ------- | ---------------- | ---------- |
| 100m vrije slag  | 47,46   | 10 november 2009 | Stockholm  |
| 200m vrije slag  | 1.42,86 | 19 december 2009 | Manchester |
| 50m vlinderslag  | 22,81   | 10 november 2009 | Stockholm  |
| 100m vlinderslag | 50,45   | 6 december 2009  | Wuppertal  |

Langebaan
| Afstand          | Tijd    | Datum        | Plaats  |
| ---------------- | ------- | ------------ | ------- |
| 100m vrije slag  | 48,96   | 29 juli 2012 | Londen  |
| 200m vrije slag  | 1.47,91 | 5 juni 2011  | Berlijn |
| 50m vlinderslag  | 24,16   | 24 juni 2006 | Berlijn |
| 100m vlinderslag | 51,22   | 31 juli 2009 | Rome    |